# Orthotrichia luonga
Orthotrichia luonga är en nattsländeart som beskrevs av Olah 1989. Orthotrichia luonga ingår i släktet Orthotrichia och familjen smånattsländor. Inga underarter finns listade i Catalogue of Life.